# Chlorophorus ignobilis
Chlorophorus ignobilis là một loài bọ cánh cứng trong họ Cerambycidae.